# Fieke Boekhorst
Josephine Francisca Maria Boekhorst (Helmond, 18 de diciembre de 1957) es una exjugadora neerlandesa de hockey sobre césped.

## Trayectoria
Boekhorst tuvo su primera participación olímpica en Los Ángeles 1984. En el torneo olímpico ganó la primera medalla de oro para la selección neerlandesa.